# Buurgplaatz
Il Buurgplaatz, graficamente anche Burrigplatz, Burgplatz,  Buergplaatz o Buergplaz zu Huldang, è il secondo monte più alto del Lussemburgo, con i suoi 559 metri di altitudine, ricompreso nel massiccio delle Ardenne.